# Kończyce Wielkie
Kończyce Wielkie (früher auch Kunczyce Wielkie, deutsch Groß Kuntschitz, ursprünglich Kunzendorf, tschechisch Velké Kunčice) ist eine Ortschaft mit einem Schulzenamt der Gemeinde Hażlach im Powiat Cieszyński der Woiwodschaft Schlesien in Polen. Das Dorf liegt in der historischen Landschaft Teschener Schlesien (polnisch Śląsk Cieszyński).

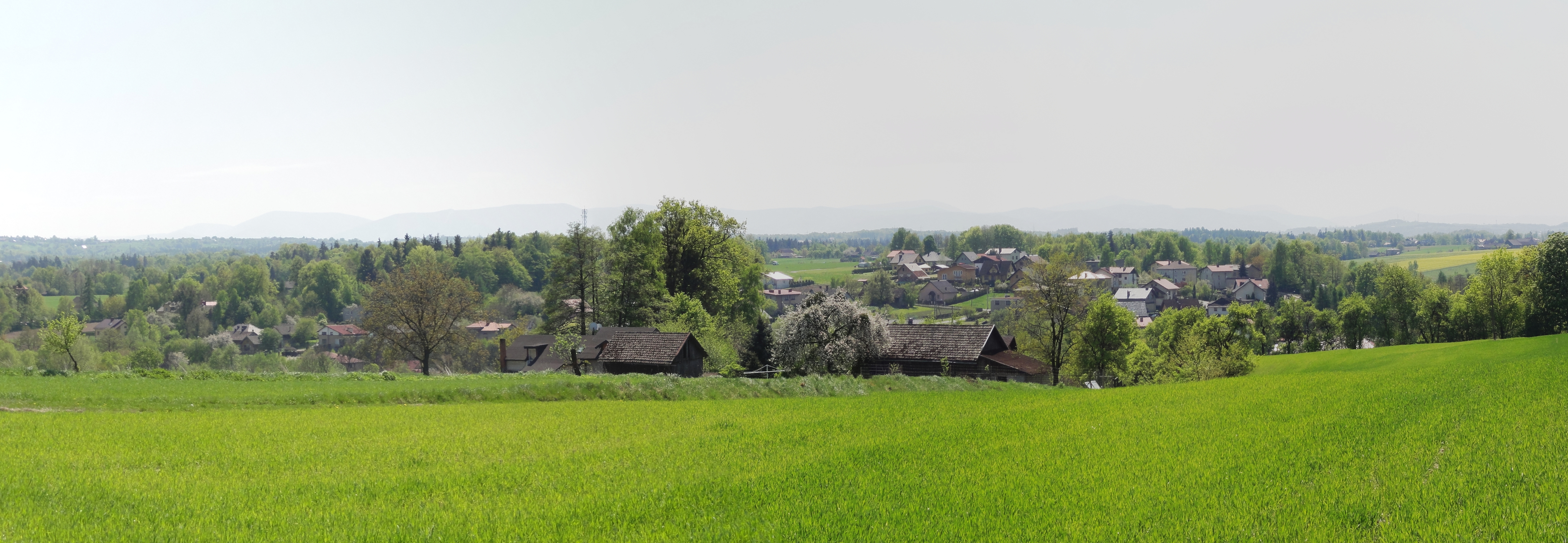
Blick auf Kończyce Wielkie von Norden

## Geographie
Kończyce Wielkie liegt im Ostrauer Becken (Kotlina Ostrawska), am Piotrówka etwa 28 km westlich von Bielsko-Biała und 55 km südlich von Katowice im Powiat (Kreis) Cieszyn.
Das Dorf hat eine Fläche von 1445,24 ha.
Nachbarorte sind Kończyce Małe im Norden, Pruchna im Nordosten, Rudnik im Osten, Hażlach im Süden, Brzezówka im Südwesten, Kaczyce im Nordwesten.

## Geschichte
In den Jahren 2004 und 2005 wurden dort Spuren des Homo erectus gefunden, 800.000 Jahre alt, die ältesten in Polen.
Der Ort wurde um 1305 im Liber fundationis episcopatus Vratislaviensis (Zehntregister des Bistums Breslau) erstmals urkundlich als „Item in Cunczindorf Pasconis debent esse XXIX mansi“ erwähnt. Der ursprüngliche Name war patronymisch abgeleitet vom deutschen Personennamen Kunze mit dem Suffix -dorf, zunächst westslawisch -yce (z Cunczitcz) im Jahr 1420. Allgemein war der Piotrówka-Tal von höheren Anteil deutscher Siedlern besiedelt, aber im Gegensatz zu anderen benachbarten Dörfern wurden schon zwei Teile des Dorfs unterschieden: principis (herzoglich) und Pasconis (von Pasco), dafür die Zahl der Hufe schon im Zehntregister präzisiert wurde – was auf frühere Gründung hindeutet.
Politisch gehörte das Dorf ursprünglich zum Herzogtum Teschen, dies bestand ab 1290 in der Zeit des polnischen Partikularismus. Seit 1327 bestand die Lehnsherrschaft des Königreichs Böhmen und seit 1526 gehörte es zur Habsburgermonarchie.
Eine Pfarrei Cunczendorf im Teschener Dekanat wurde im Peterspfennigregister des Jahres 1335 im Teschener Dekanat und im Jahr 1447 als Cunczendorff erwähnt, jedoch in 1447 wurde Cunczendorf zweimal aufgelistet, aber es gab vier Ortschaften im Herzogtum mit diesem Namen und es ist nicht ganz sicher ob es Kończyce Wielkie bzw. Kończyce Małe an der Piotrówka oder Kunčice mit Kunčičky an der Ostrawitza wäre.
Nach 1540 erfolgte unter Wenzel III. Adam die Reformation und die Kirche wurde von Lutheranern übernommen. Eine Sonderkommission gab sie am 25. April 1654 an die Katholiken zurück. Die Gegenreformation in der Umgebung war sehr erfolgreich und das Gebiet war später fast rein römisch-katholisch, was zu einem Unterschied zwischen den örtlichen sogenannten Lachen und den Teschener Walachen wurde.
Nach der Aufhebung der Patrimonialherrschaften war es ab 1850 eine bäuerlich geprägte Gemeinde in Österreichisch-Schlesien, Bezirk Teschen, ab 1868 im hoch industrialisierten Bezirk Freistadt, Gerichtsbezirk Freistadt. In den Jahren 1880–1910 hatte die Gemeinde (mit Rudnik) etwa 1650 Einwohner, es waren überwiegend Polnischsprachige (zwischen 97,4 % und 98,5 %), im Jahr 1910 auch 31 (1,9 %) Deutschsprachige und im Jahr 1880 18 (1,1 %) Tschechischsprachige. Im Jahre 1910 waren 99,7 % römisch-katholisch.
1920, nach dem Zusammenbruch der k.u.k. Monarchie und dem Ende des Polnisch-Tschechoslowakischen Grenzkriegs (in dem es von tschechischen Truppen besetzt wurde), kam Kończyce Wielkie als eine von nur vier Gemeinden des Bezirkes Freistadt zu Polen und wurde dem Powiat Cieszyński der autonomen Woiwodschaft Schlesien angegliedert. Unterbrochen wurde dies nur durch die Besetzung Polens durch die Wehrmacht im Zweiten Weltkrieg, als es völkerrechtswidrig dem deutschen Landkreis Teschen im Provinz Oberschlesien gehörte.
Von 1975 bis 1998 gehörte Kończyce Wielkie zur Woiwodschaft Bielsko-Biała.

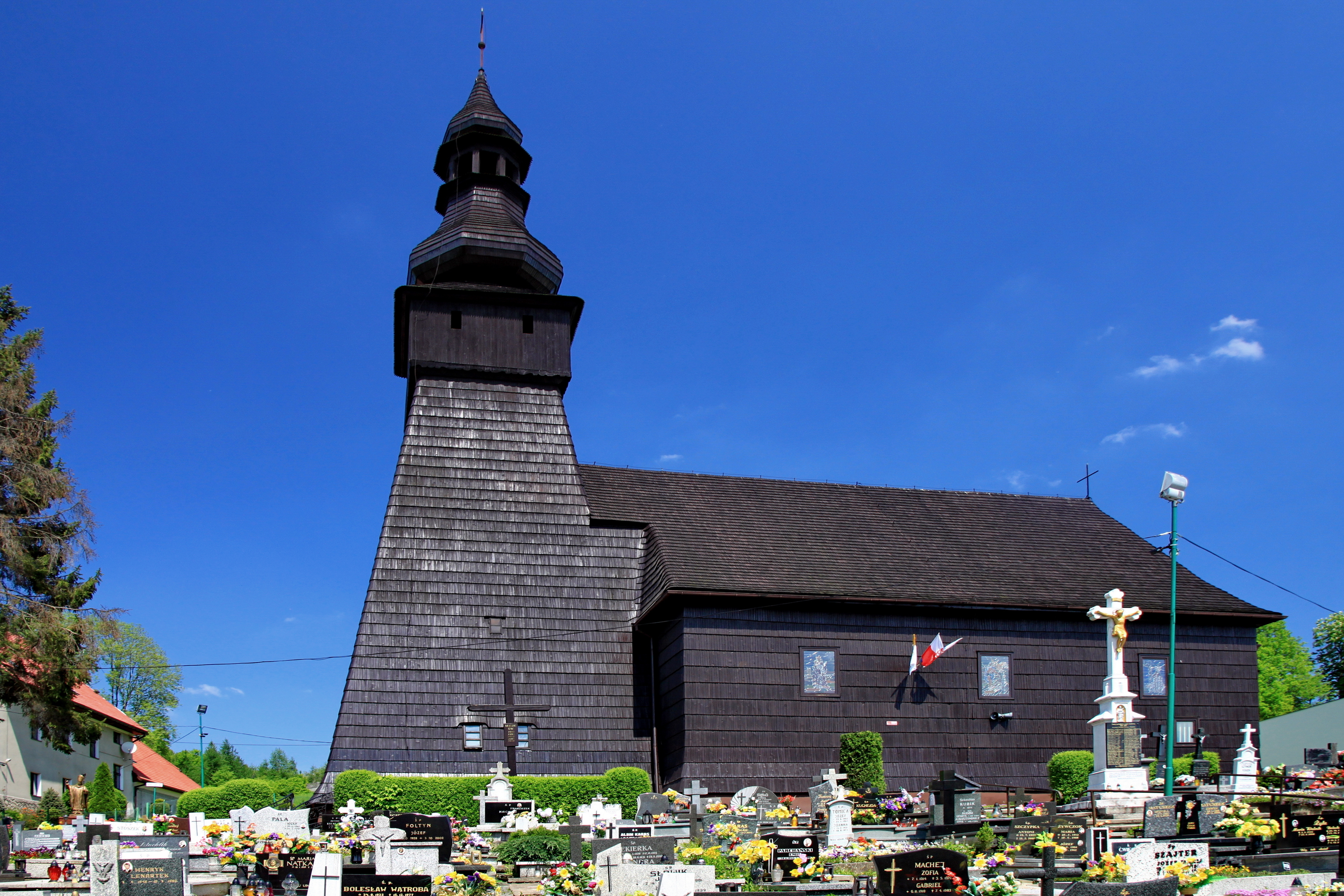
Katholische Kirche
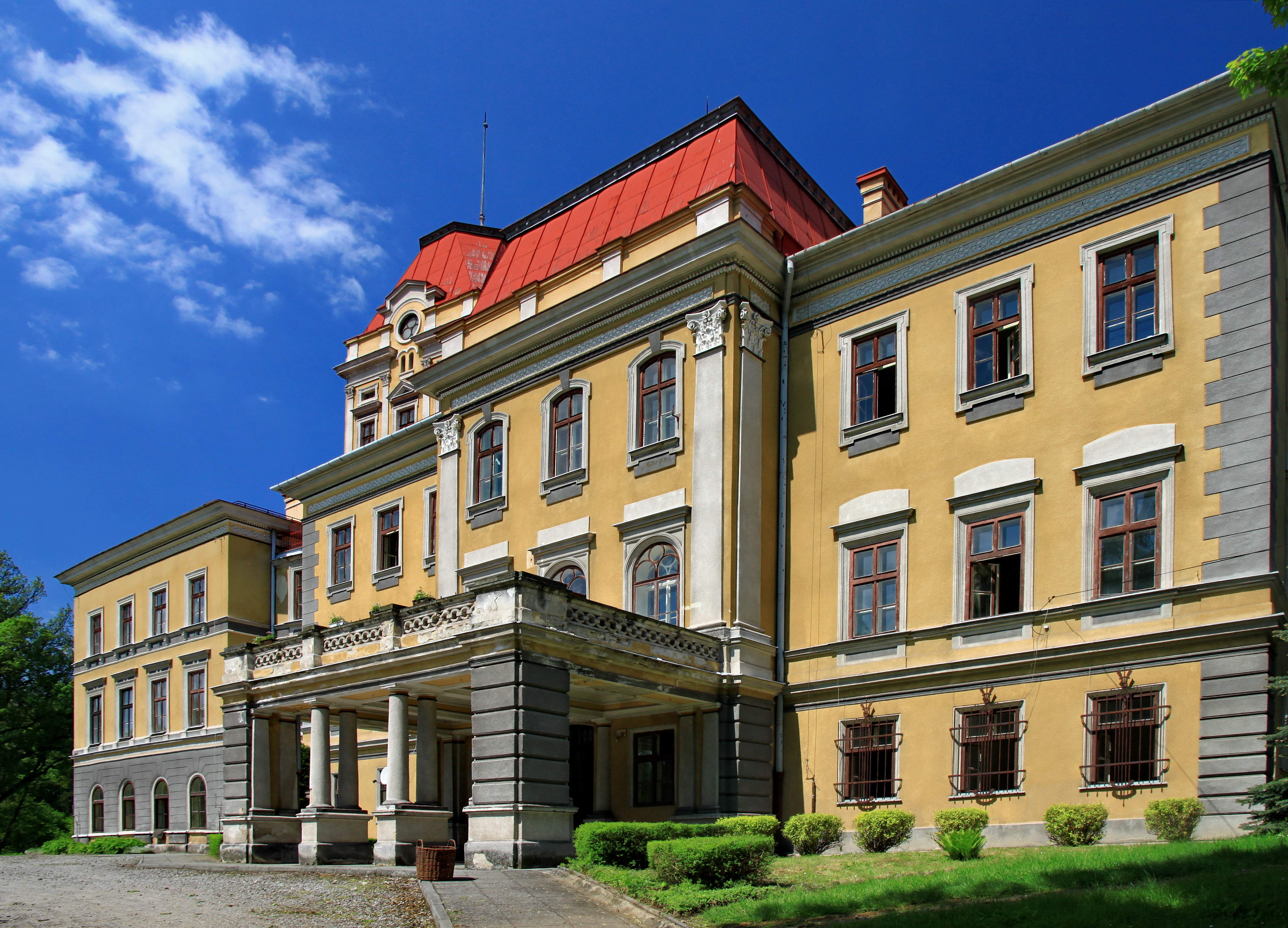
Palast
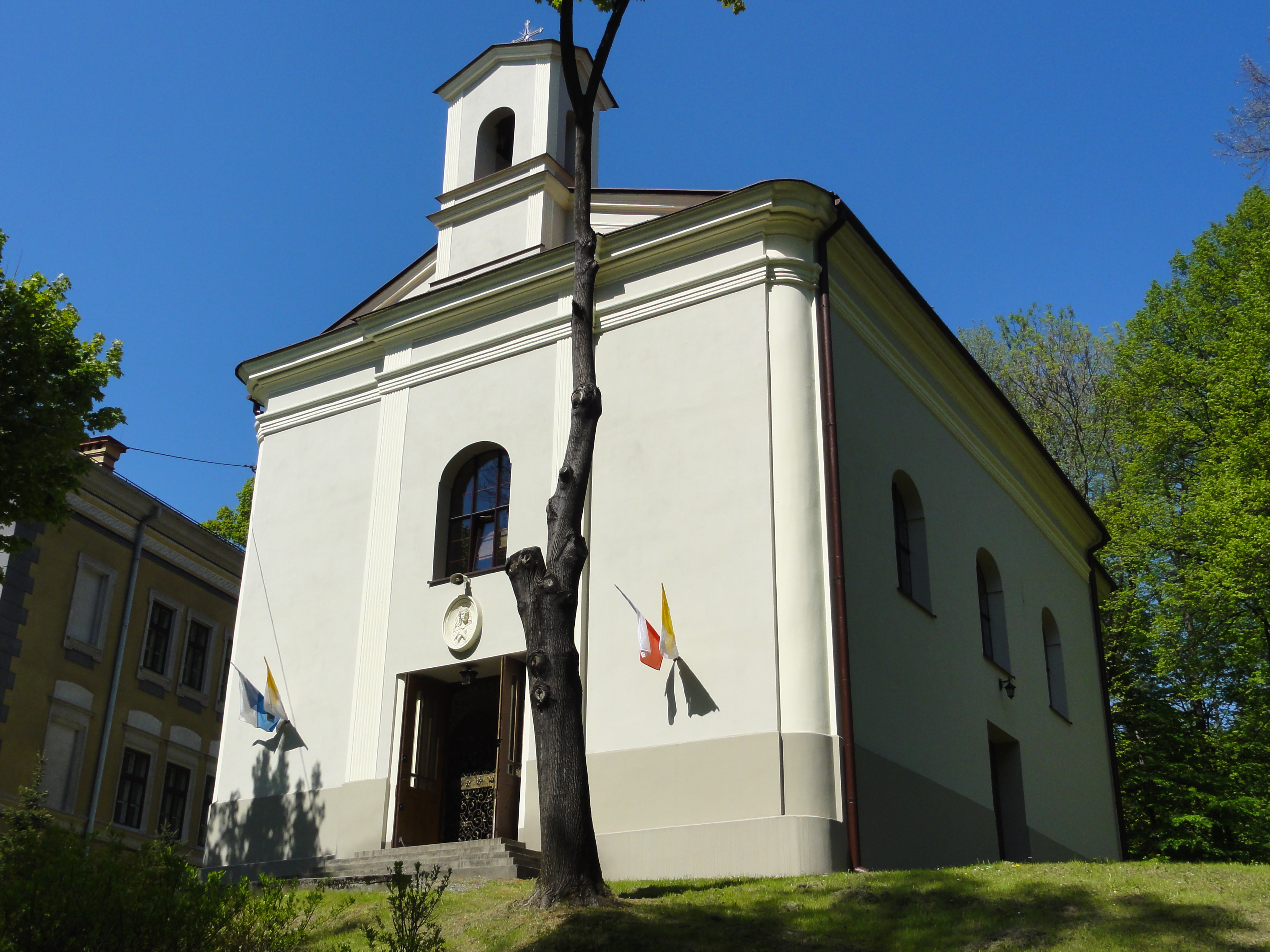
Kapelle neben dem Palast

## Persönlichkeiten
- Antoni Świeży (1818–1890), polnischsprachiger Politiker und Landtagsabgeordneter im Schlesischen Landtag von 1874 bis 1878
- Ignacy Świeży (1839–1902), polnischer katholischen Priest, National- und Bildungsaktivist